# ナイト・マネジャー
『ナイト・マネジャー』（The Night Manager）は、イギリスの作家、ジョン・ル・カレが1993年に発表したスパイ小説および同名のテレビドラマシリーズ。本国イギリスではベストセラー2位、アメリカでは『ニューヨーク・タイムズ』のベストセラー・リスト3位に輝いた。
イギリスBBC Oneとアメリカ合衆国AMCの共同制作によりトム・ヒドルストン主演でテレビドラマシリーズ化された。2016年から放送されている。

## 小説
筆者のスパイ小説で冷戦後を舞台にした最初の作品。1993年に英国ホッダー&スタウトン出版社から刊行された。

### 日本語訳
- ナイト・マネジャー（上） （村上博基訳、ハヤカワ文庫NV）  2016年1月　ISBN-13: 978-4150408770
- ナイト・マネジャー（下） （村上博基訳、ハヤカワ文庫NV）  2016年1月　ISBN-13: 978-4150408787

## テレビドラマ
ホテルのナイト・マネジャー(夜間支配人)で元イギリス軍兵士であるジョナサン・パイン(トム・ヒドルストン)は英情報機関のスパイとなり、武器業者に潜入して違法な武器取引を暴こうとする。
1993年に刊行された同名の小説に基づくが、舞台を現代に移している。2016年のプライムタイム・エミー賞の監督賞と作曲賞、ゴールデングローブ賞のドラマ部門主演男優賞、助演男優賞、助演女優賞を受賞している。2017年3月、シーズン2の製作が発表された。シーズン2および3が、BBCとAmazon Prime Videooにより共同製作されることが明らかになった。
日本では、シーズン1は全6話を全8話に編集しなおしてAmazon Prime Videoで配信された。

### シーズン1のあらすじ
2011年のエジプト革命のさなか、カイロのネフェルティティ・ホテルでナイト・マネジャーを務めていたジョナサン・パインは、地元の有力者フレディー・ハミドの愛人ソフィーと親しくなり、武器業者リチャード・ローパーの違法な武器取引の情報を英国情報部の国際執行機関に通報する。だがソフィーの内通に関する情報が洩れ、ソフィーは殺される。
4年後、パインはツェルマットのホテルでナイト・マネジャーとして働いていたが、ある日特別な宿泊客としてローパーが訪れる。戦争の残虐さを知り、ソフィーの復讐を望むパインは再び国際執行機関にローパーの情報を渡し、アンジェラ・バーの勧誘を受けてローパーの身近に潜入するスパイとなる。
新たな身分を得たパインは、イギリスで故意に暴力事件を起こして経歴を偽装する。バーとアメリカ国務省のステッドマンは密かに協力してローパーを倒すための計画"リンペット"を実行する。マジョルカでローパーの息子ダニエルの誘拐が仕組まれ、パインは重傷を負いながらダニエルを救い出してローパーに恩を売る。回復したパインは、ローパーの右腕のコーキーに疑われながらもローパーの仲間に加わる。
バーはローパーの弁護士であるアポーストルに接近する。MI6とCIAはリンペット計画を妨害しようとし、バーの上司である英国外務省のメイヒューを脅迫する。パインは、トレードパス社による農業機械輸出に偽装した武器取引の情報をバーに伝える。ローパーは酒癖の悪いコーキーからトレードパス社の経営権を取り上げてパインに任せる。パインはローパーの愛人ジェド・マーシャルと親しくなる。バーは、MI6のドロムグールとCIAのヴァンドンがローパーから賄賂を受け取っていることを知る。だが外務次官はバーに収賄を知られたことをドロムグールに伝え、情報漏洩を疑われたアポーストルが殺される。バーは安全のためにパインを潜入工作から離脱させようとするが、パインは拒否する。
ローパーの一行はトルコに設けた基地で買い手たちに売り物である大量の武器を見せる。英米両政府の上層部はリンペット作戦をつぶそうとする。メイヒューは異動させられ、ステッドマンは帰国させられる。ローパーは情報漏れを疑い、基地にジェドも呼び寄せる。パインは夜中に基地を抜け出してバーに武器運搬の情報を伝え、それを見とがめたコーキーを素手で撲殺する。バーの奔走によりアメリカ軍がトラックの一団をシリア国境で止めて監査するが、積み荷に武器は見つからない。武器密輸の摘発に失敗した国際執行機関は閉鎖され、バーの夫が襲われて重傷を負う。
ローパーの一行はカイロのネフェルティティ・ホテルに移動し、ハミドの立ち合いのもとで武器取引をまとめる。パインから連絡を受けたバーはステッドマンとともにカイロに入り、ジェドが突き止めた金庫の暗証番号を使って武器密輸の証拠となる書類を盗み出す。パインはハミドから、ソフィーが自分をかばったために死んだことを聞き出し、ハミドを殺す。パインは書類を使って積み荷のありかを確認し、武器に爆弾を仕掛けたうえで購入の前金3億ドルをトレードパス社の口座から秘密裏に引き出す。ジェドの裏切りを知ったローパーはジェドを拷問させるが、バーが彼女を救出する。パインは買い手の目の前で輸送トラックごと武器を爆破し、3億ドルが口座から消えたためローパーは前金を返却できない。窮地に陥ったローパーはドロムグールに助けを求めるが、内通の証拠を突き付けられたドロムグールはローパーからの電話を無視する。ローパーの一味はエジプト警察に逮捕される。警察も買収済みだとせせら笑うローパーだったが、護送の警察車を運転するのは3億ドルも武器も失って激怒した武器購入者で、それに気づいたローパーは自らの破滅を知り狂乱する。ジェドは息子に会うため、パインに見送られながらアメリカに戻る。

### キャスト
※括弧内は日本語吹替
- ジョナサン・パイン (Jonathan Pine)
  - 演 - トム・ヒドルストン（中川慶一）
  - ホテルのナイトマネジャー（夜間支配人）。元英軍兵士、のちにスパイ
- リチャード・ローパー (Richard Onslow Roper)
  - 演 - ヒュー・ローリー（家中宏）
  - 武器業者の億万長者
- アンジェラ・バー (Angela Burr)
  - 演 - オリヴィア・コールマン（高尾まみ）
  - 国際執行機関員
- コーコラン（コーキー） (Major "Corky" Lance Corkoran)
  - 演 - トム・ホランダー（佐々木義人）
  - ローパーの右腕
- ジェド・マーシャル (Jemima "Jed" Marshall)
  - 演 - エリザベス・デビッキ（堀越知恵）
  - ローパーの愛人
- ラングボーン卿／アレクサンダー・"サンディ"・ラングボーン (Alexander "Sandy" Langbourne, the Lord Langbourne)
  - 演 - Alistair Petrie
  - ローパーの仲間
- ラングボーン卿夫人／キャロライン・ラングボーン (Caroline Langbourne, Lady Langbourne)
  - 演 - Natasha Little
  - ラングボーン卿の妻
- レックス・メイヒュー (Rex Mayhew)
  - 演 - Douglas Hodge
  - 外務省の官僚。バーの上司
- ジョエル・ステッドマン (Joel Steadman)
  - 演 - デヴィッド・ヘアウッド
  - 武器業者を取り締まる米国務省職員
- ジョフリー・ドロムグール (Geoffrey Dromgoole)
  - 演 - トビアス・メンジーズ
  - MI6の幹部
- ジュアン・アポーストル (Juan Apostol)
  - 演 - アントニオ・デ・ラ・トーレ
  - ローパー弁護士。スペイン人
- ロブ・シンハル (Rob Singhal)
  - 演 - Adeel Akhtar
  - バーの部下
- フリスキー (Frisky)
  - 演 - Michael Nardone

ローパーの手下